# ミスティ・メイトレーナー
ミスティ・メイトレーナー（Misty May-Treanor, 1977年7月30日 - ）は、アメリカ合衆国の元女子バレーボール選手、元女子ビーチバレーボール選手。旧姓メイ（Misty May）。
女子ビーチバレーボールにおいて、世界歴代トップの通算112勝を誇る。
カリフォルニア州ロサンゼルス出身、同ロングビーチ在住。夫にロサンゼルス・ドジャースのマット・トレーナー（2004年11月に挙式）、従兄弟にプロテニスのテーラー・デント選手がいる。

## 来歴
カリフォルニア州のニューポートハーバー高校、ロングビーチのカリフォルニア州立大学でインドアの選手としてプレーしキャリアを積む。1999年にバレーボールアメリカ合衆国女子代表に選出されたものの、ビーチバレーボールに転向した。
2000年、ホリー・マクピークとペアを組み出場したシドニーオリンピックで5位入賞。ケリー・ウォルシュ（現：ケリー・ウォルシュ・ジェニングス）とのペアで出場したアテネオリンピック（2004年）および北京オリンピック（2008年）において、2大会連続で1セットも落とすことなく、それぞれ金メダルを獲得した。
北京五輪後、リアリティ番組『ダンシング・ウィズ・ザ・スターズ』のためにダンスの練習をしていた際、アキレス腱を負傷したが、その後、競技に復帰。
2010年には別のパートナーと組んでプレーしていたが、自身最後の公式戦となるロンドンオリンピック出場を踏まえ、「最後はやはり、この人と一緒にプレーしたい」という思いから、2011年にケリー・ウォルシュ・ジェニングスと再びペアを組んだ。
2012年、ロンドンオリンピックにおいて、メイトレーナーとウォルシュ・ジェニングスのペアは、わずか1セットを落としたのみでオリンピック3連覇となる金メダルを獲得。3大会を通して合計21試合に全勝し、セット数では42勝1敗という記録を残した。ビーチバレーボールにおけるオリンピック3連覇は、これが史上初である。メイトレーナー個人としては、通算112回目の公式戦優勝となった。
メイトレーナーはこれをもって、オリンピックのみでなく公式戦から完全に引退し、今後は子作りに励むという。また、2016年リオデジャネイロオリンピックでは、客席からケリー・ウォルシュ・ジェニングスを応援するつもりだという。
また、ビーチバレーボール世界選手権でも、2003年、2005年、2007年に3連覇を達成した。
2016年7月、メイトレーナーはバレーボール殿堂入りの栄誉に浴した。

## 外部リンク

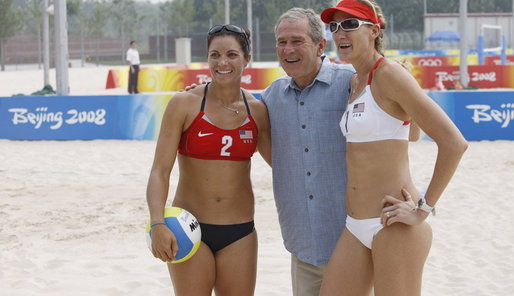
ジョージ・W・ブッシュ（中央）とメイトレーナー（左）、ケリー・ウォルシュ（右）